# Ipswich (Australia)
Ipswich – główna część obszaru samorządowego City of Ipswich w metropolii Brisbane. Położone w południowo-wschodniej części stanu Queensland w Australii.  
Ipswich zostało założone w 1827 roku jako kolonia karna, założona także została kopalnia wapnia. Prawa miejskie Ipswich uzyskało w 1904 roku.
W języku Yugararpul Ipswich znane było jako Coodjirar.
Znajduje się tu jeden z kampusów Uniwersytetu Południowego Queenslandu.